# Battaglia di Fehrbellin
La battaglia di Fehrbellin venne combattuta il 18 giugno 1675 nell'ambito della guerra d'Olanda e della guerra di Scania
La battaglia, avvenuta a Fehrbellin nei pressi di Potsdam, vide affrontarsi l'esercito del Grande Elettore Federico Guglielmo I di Brandeburgo e l'esercito svedese guidato da Waldemar von Wrangel; lo scontro si concluse con una vittoria delle forze brandeburghesi e segnò l'inizio del declino della Svezia come grande potenza europea. In tutto il continente, la battaglia ebbe un impatto fortissimo, soprattutto sia perché per la prima volta la Svezia veniva battuta sul campo da una potenza considerata "di secondo piano" nel panorama internazionale, e sia perché questa vittoria consacrò l'ascesa del Brandeburgo prima e della Prussia poi nel novero delle grandi potenze europee.

## Antefatto
Prima della battaglia, svedesi e brandeburghesi erano stati alleati in diverse guerre contro la Polonia. Ad ogni modo, quando l'elettore Federico Guglielmo entrò in alleanza con l'imperatore Leopoldo I del Sacro Romano Impero contro la Francia nella guerra franco-olandese, i francesi persuasero gli svedesi ad aderire alla loro compagine e ad attaccare il Brandeburgo mentre il suo esercito era impegnato in Alsazia.
Quando Federico Guglielmo, accampato a Erstein, venne a sapere dell'attacco e dell'occupazione operata dagli svedesi di gran parte del suo principato nel dicembre del 1674, immediatamente ritirò il suo esercito dalla coalizione e si spostò a Marktbreit, in Franconia. Dal 26 maggio 1675, coi suoi uomini compì una marcia di 250 km a tappe forzate sino a Magdeburgo, giungendovi appena due settimane dopo. Questa è ancora oggi considerata una delle marce più spettacolari della storia, considerando inoltre che egli abbandonò dietro a sé tutti i rifornimenti e buona parte della fanteria, forte del fatto che avrebbe trovato rifornimento presso la popolazione locale, proibendo comunque il saccheggio. Gli svedesi non si aspettavano l'arrivo dei brandeburghesi in così breve tempo.
Una volta fatto ritorno nel Brandeburgo, Federico Guglielmo realizzò che le forze svedesi erano perlopiù disperse e si concentrò su una strategia di divisione dell'esercito del nemico. L'effetto sorpresa dell'arrivo dei brandeburghesi risultò vincente sugli impreparati svedesi. Il feldmaresciallo Derfflinger guidò personalmente l'attacco a Rathenow con 7 000 cavalieri e 1 000 moschettieri, malgrado la fitta pioggia. Derfflinger riuscì a camuffarsi da ufficiale svedese e a convincere le guardie ad a farsi aprire i cancelli della città.
Dopo la conquista di Derfflinger, Wrangel spostò le sue truppe verso Havelberg, ma si scontrò con il terreno inzuppato e con le paludi circostanti la città. Il 17 giugno, le truppe brandeburghesi raggiunsero Nauen. Nel frattempo Federico Guglielmo continuava ad avanzare e ordinò al colonnello Joachim Hennings di bloccare tutti i passaggi al nemico per evitarne la fuga, assistito da guide e cacciatori locali. Gli svedesi avevano anche pianificato di attraversare il fiume Elba per riunirsi alle truppe del ducato di Brunswick-Luneburg, ma vennero costretti a tornare alla posizione di Fehrbellin.

## La battaglia
Il comandante svedese Wrangel, si trovò intrappolato coi suoi uomini tra i ponti distrutti sul Reno da una parte e la città di Fehrbellin dall'altra. La presenza di molte paludi su ambo i lati rendeva difficile compiere opere di resistenza e per questo Wrangel non ebbe altra scelta che dare battaglia ai brandeburghesi.

La battaglia di Fehrbellin

Circa 6 000–7 000 brandeburghesi con 13 cannoni si scontrarono con 7 000 svedesi con 28 cannoni. Wrangel non riuscì ad assicurarsi il controllo delle alture circostanti l'area e Federico Guglielmo con il suo generale Derfflinger ne approfittarono, piazzandovi l'artiglieria che ebbe così un decisivo vantaggio tattico.
Furono questi cannoni ad aprire il fuoco a mezzogiorno del 18 giugno ed a causare il grosso delle perdite tra gli svedesi. Wrangel, tentò diverse volte di prendere il controllo delle colline dove era attestata l'artiglieria brandeburghese, ma la cavalleria nemica lo bloccò. Lo scontro continuò per diverse ore sino a quando Federico Guglielmo riuscì a premere sul fianco svedese, allontanando la cavalleria ed esponendo i nemici all'attacco degli uomini comandati dal langravio Federico II d'Assia-Homburg. La cavalleria brandeburghese si rivolse quindi alla fanteria svedese, ma nel frattempo, complice la notte, gli svedesi erano riusciti a riparare un ponte e a far fuggire diversi uomini. Federico Guglielmo si rifiutò di bombardare il nemico non volendo infierire a questo punto.
I brandeburghesi persero quasi 500 uomini quel giorno. Le forze di Wrangel ne persero qualcuno in più ma il numero esatto non è noto. La sola fanteria svedese perse 300-400 uomini e 200 cavalieri. Si pensa che in tutto gli svedesi abbiano perso tra i 500 ed i 600 uomini tra morti, feriti e prigionieri nello scontro Wrangel perse gran part dei suoi uomini nel grande inseguimento che gli mossero le truppe brandeburghesi e per la vendetta compiuta ai suoi danni dai contadini locali, memori delle atrocità compiute dagli svedesi durante la Guerra dei Trent'anni. Dei 1 200 uomini comandati dal generale Dalwig, solo 20 sfuggirono all'uccisione o alla cattura. Solo presso la città di Wittstock, 300 svedesi coi loro ufficiali vennero uccisi dalla popolazione in rivolta.

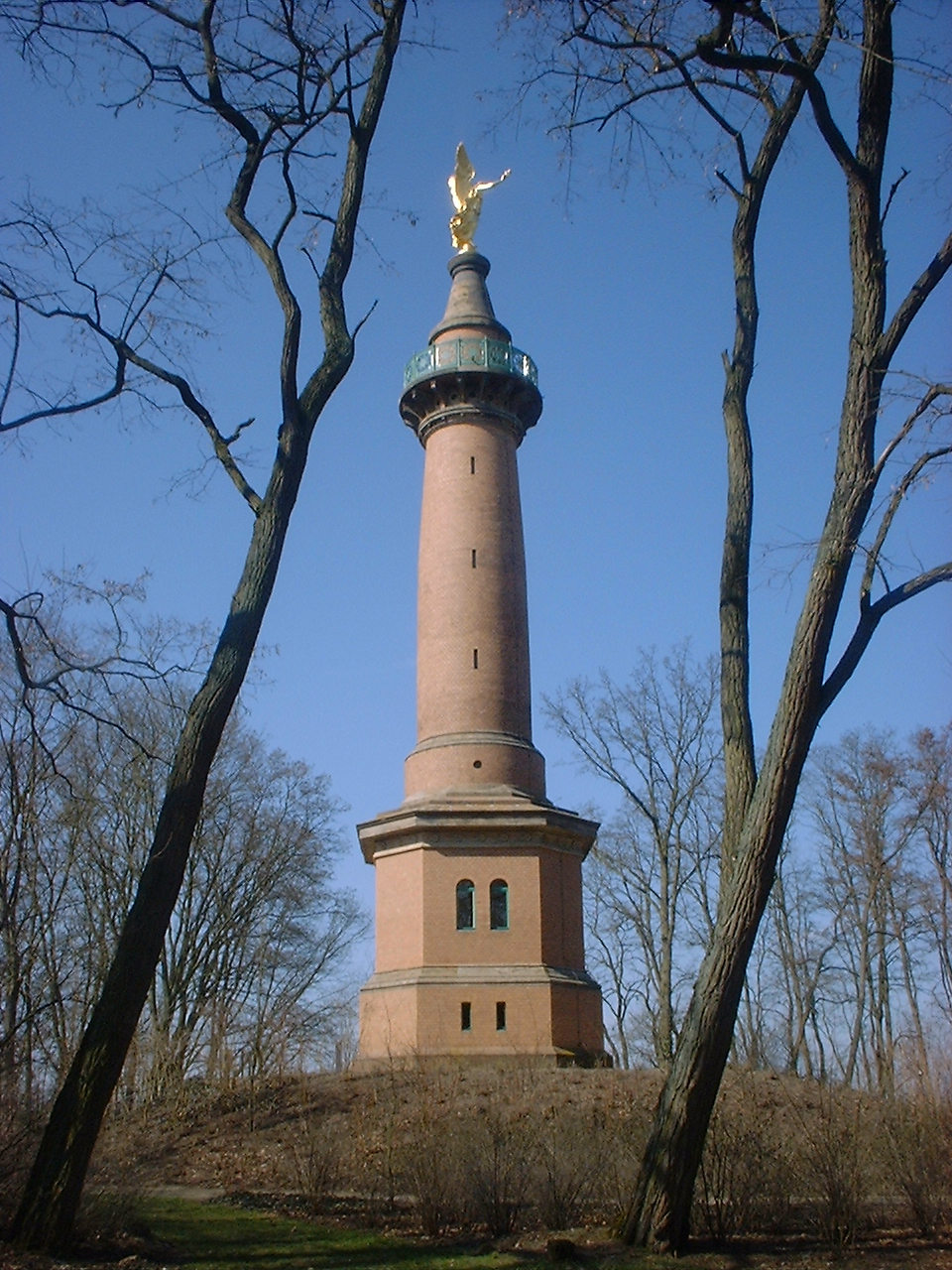
Memoriale a Hakenberg, presso Fehrbellin

## Significato storico
Il giorno dello scontro, gli svedesi non avevano intenzione di battagliare senza riunirsi coi loro alleati, mentre i brandeburghesi volevano chiaramente impedire questa strategia. Con la vittoria di questa battaglia da parte dei brandeburghesi, inoltre, poco dopo anche Sacro Romano Impero e Danimarca mossero guerra alla Svezia. Le forze di Federico Guglielmo invasero quindi la Pomerania svedese, ma nel 1679 col Trattato di Saint-Germain-en-Laye, tutto venne riportato allo status quo ante bellum con grande disappunto del principe-elettore.
La vittoria di Fehrbellin ebbe un enorme impatto psicologico: gli svedesi, da lungo tempo considerati imbattibili, vennero pesantemente colpiti da una forza come quella del Brandeburgo che era vista come una potenza secondaria nel panorama europeo dell'epoca. Questa vittoria valse all'elettore Federico Guglielmo il soprannome di "grande elettore" con cui ancora oggi è noto, e lo proiettò verso il concetto di grande potenza europea, fatto che nel secolo successivo la Prussia raggiungerà appieno. Glorificato nel corso dell'ascendente nazionalismo tedesco sotto l'egida della casata degli Hohenzollern nel XIX secolo, la data del 18 giugno venne celebrata come giorno festivo sino al 1914.
In Svezia, la perdita della battaglia venne addossata essenzialmente ai cattivi consigli degli aristocratici del consiglio privato e Carlo XI di Svezia colse il pretesto per proclamare il suo assolutismo nel 1680.
La battaglia di Fehrbellin è l'ambientazione del dramma Il principe di Homburg di Heinrich von Kleist, scritto nel 1809-1810. Ad ogni modo, la storia dell'insubordinazione del principe, resa poi popolare da Federico il Grande, è considerata oggi più una leggenda che un vero e proprio fatto storico.
Sul luogo della battaglia oggi sorge una torre d'osservazione in forma di monumento, sormontato dalla statua della Vittoria, molto simile alla Colonna della Vittoria di Berlino, per commemorare lo scontro. Il monumento venne eretto nel 1875 per iniziativa dell'allora principe ereditario Federico ed inaugurato il 2 settembre (Sedantag) 1879. Nel 1893 il compositore tedesco Richard Henrion compose la Fehrbelliner Reitermarsch che ancora oggi è uno dei pezzi più apprezzati nel repertorio delle bande militari ed è una marcia reggimentale di varie unità del Bundeswehr. A Berlino ancora oggi si trova la Fehrbelliner Platz, una delle piazze principali della città, a cui corrisponde anche una fermata della moderna metropolitana della capitale tedesca.